# 日沃尔—罗讷河畔沙斯铁路
日沃尔－罗讷河畔沙斯铁路（法語：Ligne de Givors-Canal à Chasse-sur-Rhône）是法国的一条铁路，起点为日沃尔城站，与莫雷－里昂铁路相接；终点为罗讷河畔沙斯站，与巴黎－马赛铁路连通，全长4公里。该铁路于1857年通车，全线为电气化复线铁路。该铁路在法国铁路系统中的编号为906000。
尽管该铁路只有4公里，但是却连通了莫雷－里昂铁路和巴黎－马赛铁路两大铁路干线，是重要的区域性联络通道。

## 历史
日沃尔－罗讷河畔沙斯铁路修建计划于1851年被提出，最初由里昂-阿维尼翁铁路公司负责建设，1852年被巴黎-里昂-地中海铁路公司收购，该铁路最终于1857年建成运营，1938年起由法国国家铁路公司管理。

## 路线
日沃尔－罗讷河畔沙斯铁路由日沃尔站向东北引出，跨越罗讷河，到达罗讷河畔沙斯。

## 车站列表
| 日沃尔－罗讷河畔沙斯铁路车站列表 |        | |                          |            |
| 车站                             | 公里数 | 交汇路线                                                                                                | 本线停靠车种             | 可换乘交通 |
| Givors-Ville 日沃尔城站          | 0      | 莫雷－里昂铁路（圣艾蒂安方向）↑                                                                         | TERAuvergne- Rhône-Alpes |            |
| Givors-Canal 日沃尔运河站        | 1.300  | 日沃尔－格勒藏铁路（格勒藏方向）↖ 帕赖勒莫尼亚勒－日沃尔铁路（帕赖勒方向）↘ 莫雷－里昂铁路（里昂方向）↘ | TERAuvergne- Rhône-Alpes |            |
| Chasse-sur-Rhône 罗讷河畔沙斯站  | 3.500  | 联络线，前往巴黎－马赛铁路的巴黎方向↘                                                                   |                          |            |
| Chasse-sur-Rhône 罗讷河畔沙斯站  | 4.304  | 巴黎－马赛铁路（巴黎方向）↗ 巴黎－马赛铁路（马赛方向）↓                                                 | TERAuvergne- Rhône-Alpes |            |